# 武利镇
武利镇，是中华人民共和国广西壮族自治区钦州市灵山县下辖的一个乡镇级行政单位。

## 行政区划
武利镇下辖以下地区：
武利社区、龙塘村、长岗村、龙舞村、大黎村、三角村、安金村、教塘村、汉塘村、望坪村、后背村、鱼良村、大沙村、高李村、叉口村、珠里村、桥山村、明山村、竹坡村和新亮村。